# 头花黄杨
头花黄杨（学名：Buxus cephalantha）为黄杨科黄杨属的植物，是中国的特有植物。分布在中国大陆的广西、贵州等地，生长于海拔700米的地区，目前尚未由人工引种栽培。

## 异名
- Buxus cephalantha Levl. et Vant. var. shantouensis M. Cheng